# Yelkanum Seclamatan
Yelkanum Seclamatan byl náčelník indiánského kmene Nukseků, který žil na konci devatenáctého století. Zemřel v dubnu 1911 v Lyndenu, kde se také narodil, a byl znám také pod jmény Náčelník Jim, Indián Jim, Jim z Lyndenu nebo Jim ze Squahalish, což bylo původní jméno jeho rodného města.

## Život
Na konci sedmdesátých let předminulého století náčelník daroval část svého území na výstavbu Nuksecké Indiánské metodistické školy, kterou stavěli Clara a Rev. John Tennantovi, po nichž bylo pojmenováno Tennantovo jezero ve Ferndalu. V roce 1893 reverend zemřel na mrtvici a o deset let později se náčelník oženil s Clarou, která pocházela z kmene Lummijů. Tři měsíce po uzavření sňatku ale Clara skonala na zápal plic.
Náčelníkovu smrt 27. dubna 1911 oznámil deník The Bellingham Herald. V té době náčelník žil se svou vnučkou Emily Williams.